# La casa de Wannsee
La casa de Wannsee es un documental argentino, escrito y dirigido por Poli Martínez Kaplun. Se estrenó el 1 de agosto de 2019 en el Cine Gaumont, en Buenos Aires. 

## Sinopsis
Impulsada por la decisión de su hijo de celebrar el Bar Mitzvah, la directora Poli Martínez Kaplun, que nunca fue practicante, empieza a indagar acerca de la historia de sus antepasados, judíos alemanes que debieron exiliarse para escapar del nazismo. Esta búsqueda la lleva a emprender un viaje por Europa en el que visita la casa que pertenecía a su bisabuelo, el filósofo y psicólogo Otto Lipmann, en las afueras de Berlín. A través del viaje, fotos, documentos y entrevistas con familiares, la directora reconstruye el pasado de su familia y presenta una reflexión acerca de la discriminación, la identidad y la memoria.

## Críticas
Paula Vázquez Prieto, del diario La Nación, opina que “[...] el recorrido de La casa de Wannsee trasciende lo íntimo para asumir lo político como impronta [...] Martínez Kaplun consigue deconstruir la memoria más allá de aquello que deja testimonio, y su estrategia es propiciar encuentros allí donde las cuentas parecían saldadas.”
Gaspar Zimerman, del diario Clarín, escribe: “Con el apoyo de un extraordinario material fotográfico y fílmico de archivo familiar [...], la película no sólo muestra la peregrinación de los Kaplun, sino también las consecuencias que tuvo en las relaciones personales y el proceso selectivo que hace la memoria.”
En La Butaca Web, Marina Biondi dice: “El documental emociona, impacta e invita al espectador a querer saber más sobre su propia historia, ya que evidencia que nada es casual y que, en parte, todos somos consecuencia de experiencias y sucesos heredados.”
María Bertoni, del sitio web Espectadores, opina: “La realizadora reconstruye el pasado que la interpela, con la misma delicadeza con la que años atrás retrató a Lea Zajac y Mira Kniaziew. La tarea es más compleja en La casa… porque exige poner el cuerpo en un sentido literal (ante la cámara) y otro metafórico (sobre un territorio personal y afectivo).”
El sitio web Jewish Film Review dice que Martínez Kaplun "es una narradora particularmente hábil y su historia es atrapante".

## Festivales y premios
El documental participó como parte de la competencia oficial en el Dok Fest de Múnich, San Diego Latino Film Festival y Miami Jewish Film Festival, donde le otorgaron el premio de la Audiencia a “Mejor Documental”.